# Приморский городской совет
Приморский городской совет (укр. Приморська міська рада) — входит в состав
Приморского района
Запорожской области
Украины.
Административный центр городского совета находится в 
г. Приморск.

## Населённые пункты совета
- г. Приморск
- с. Камышеватка
- пос. Набережное
- пос. Подспорье